# Måltipset
Måltipset är en produkt hos det svenska statliga spelbolaget Svenska Spel som går ut på att man ska tippa vilka åtta fotbollsmatcher av 30 som blir mest målrika. Man kan tippa enkelrader, matematiska system och reducerade system. En enkelrad kostar 2,50 kronor. En gång i veckan, ofta på lördag till söndag, avgörs måltipset.
Bortalagens mål ges prioritet. Sålunda har 2-2 större chans att hamna på vinstraden än 3-1. Vid lika mål hamnar den match på vinnarraden som är längst upp på kupongen. Måltipset hade premiär den 26 mars 1983.